# Kumeko Urabe
Kumeko Urabe (en japonés: 浦辺 粂子, romanizado: Urabe Kumeko), nacida  Kimura Kume (木村 くめ Kimura Kume?), (5 de octubre de 1902 – 26 de octubre de 1989) fue una actriz de cine japonesa, una de las primeras del país. Trabajó en teatro, cine y televisión. Urabe nació en una zona rural de la prefectura de Shizuoka. Vivió en varias casas mientras crecía, ya que se trasladaba con su padre, un sacerdote budista, entre los templos a los que estaba asignado. Urabe completó su educación en Numazu y abandonó la escuela en 1919 para unirse a una compañía de teatro, realizando giras como actor y bailarín bajo diversos nombres.
En 1923, Urabe se presentó a una audición en el estudio cinematográfico Nikkatsu y adoptó el nombre de Kumeko Urabe, por el que fue conocida el resto de su vida. Apareció en su primera película al año siguiente y siguió actuando hasta 1987. Trabajó con directores como Kenji Mizoguchi y Mikio Naruse, y actuó en más de 320 películas, entre ellas Ikiru, Older Brother, Younger Sister, Portrait of Madame Yuki, She Was Like a Wild Chrysanthemum, y Street of Shame. También protagonizó dramas televisivos, como trece episodios de Toshiba Sunday Theatre entre 1958 y 1980. En la década siguiente, se hizo un hueco como Grandma idol, hasta su muerte en 1989.

## Biografía

### Primeros años
Kimura Kume (木村 くめ) Nació el 5 de octubre de 1902, hija de Keichu Kume, sacerdote Rinzai de Kenchō-ji, y de Hana Kume. Creció en el distrito rural de Kamo como hija única, su único hermano, un hermano mayor, había fallecido cuando era joven. En 1909, la familia se trasladó a Kawazu, también en la prefectura de Shizuoka, donde Kume asistió a la escuela primaria. En 1915, la familia se trasladó de nuevo, esta vez a Numazu, donde su padre servía en el templo Myōshin-ji. Kume terminó su educación formal dos años más tarde, asistiendo a la Escuela Femenina de Numazu. Durante este tiempo, su interés por la actuación se había formado viendo Rensageki, una forma que mezclaba el cine mudo y la obra de teatro. En 1919, dejó la escuela y se unió a la compañía de Yasuyoshi Suzuki, adoptando el nombre artístico de Kumeko Ichijo.
Durante los cuatro años siguientes, Kume se unió a teatros ambulantes y compañías de ópera, perfeccionando sus rutinas de canto y baile, además de aprender a actuar en muchos papeles. También adoptó varios nombres artísticos, como Toyama Midori, Chidori Shizuura y Chidori Toyama. Fue también durante esta época cuando conoció a Chieko Saga: la pareja pasó a conocerse como "Sagachi" y "Tochi".

### Carrera cinematográfica

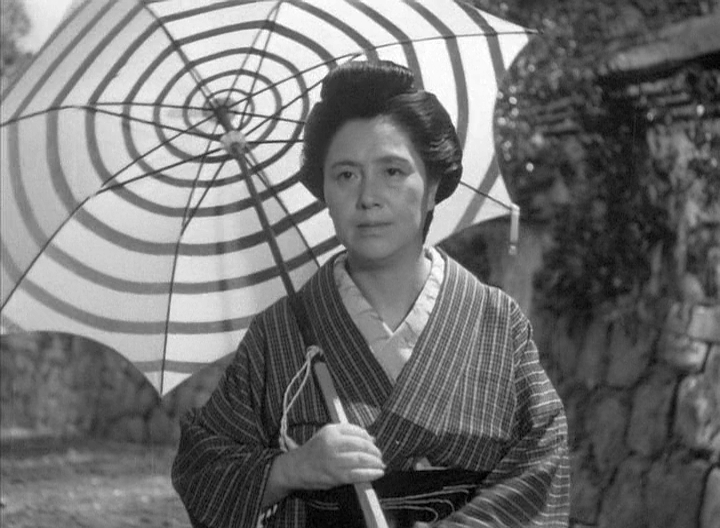
Kumeko Urabe en Wild Geese (雁) dirigida por Shirō Toyoda, 1953

En agosto de 1923, Yasumasa Hatano le recomendó que hiciera una prueba en el estudio cinematográfico Nikkatsu. Urabe tuvo éxito y adoptó el nombre artístico de Kumeko Urabe, que conservó con orgullo durante el resto de su carrera. De hecho, décadas más tarde, se opuso a que su nombre de nacimiento figurara en la Medalla de Honor con Cinta Púrpura, diciendo que el galardón era por el trabajo de Kumeko Urabe. Apareció en su primera película en 1924, interpretando a la heroína de la película  Seisaku's wife  (清作の妻?). Fue una de las primeras actrices del cine japonés. Su talento atrajo la atención del director Kenji Mizoguchi, que la contrató junto a Denmei Suzuki en la película  The Dusty World  (塵境?), estrenada ese mismo año.
Después de esto, Urabe se convirtió en uno de los miembros más populares del estudio, tras Yoneko Sakai y Haruko Sawamura. Trabajó con Mizoguchi en muchas de sus películas estrenadas en los cuatro años siguientes, como  The Ax That Cuts Love  (恋を断つ斧?),  Queen of the Circus  (曲馬団の女王?) y  No Money, No Fight  (無銭不戦?). Entabló una estrecha relación con el director, e incluso estuvo a su lado cuando fue atacado por Yuriko Ichiro, cuya cicatriz se convirtió en lo que Tokuzo Tanaka llama la insignia de honor de Mizoguchi. Tras un breve descanso de la actuación entre 1928 y 1930, apareció en la siguiente película de Mizoguchi, Tojin Okichi (唐唐人お吉) También participó en otras películas durante la década siguiente, como Gion Festival (祇園祭) y The Water Magician (瀧の白糸) in 1933. Hasta entonces había actuado casi exclusivamente en películas mudas. En julio de 1933, dejó el estudio para unirse a Shinkō Kinema, que en 1942 se convirtió en Daiei Film. Fue durante esta época cuando apareció por primera vez en películas sonoras.
Urabe siguió apareciendo en películas después de la Segunda Guerra Mundial. La película de 1947 Koisuru Tsuma (恋する妻) fue su primera con el director Ryo Hagiwara. En 1952, interpretó el papel de Tatsu, la mujer de Watanabe Kanji, en la película de Akira Kurosawa Ikiru (生きる). Ese mismo año, apareció en Lightning (稲妻), de Mikio Naruse. Posteriormente trabajó con Naruse en  Older Brother, Younger Sister  (あにいもうと?), estrenada al año siguiente, y se convirtió en uno de sus actores estables. También volvió a unirse a Mizoguchi para su última película,  Street of Shame  (赤線地帯 Akasen Chitai?), estrenada en 1956. Sus películas también llegaron a un público cada vez más internacional. Por ejemplo, en 1955, apareció en  Hiba Arborvitae Story  (あすなろ物語?), de Hiromichi Horikawa, que se estrenó con subtítulos en inglés como Tomorrow I'll be a Fire Tree.
Durante la década de 1960, Urabe siguió apareciendo en películas, a menudo en el papel de abuela, como en Lovely Flute and Drum (なつかしき笛や太鼓, Natsukashiki fue ya taiko), de Keisuke Kinoshita, que se estrenó en inglés en 1967 como Eyes, the Sea and a Ball. Más tarde apareció en Kōkotsu no hito (恍惚の人), que exploraba el tema de la demencia y se estrenó con subtítulos en inglés en 1994 como Twilight Years.
Al final de su carrera, Urabe había aparecido en más de 320 películas y trabajado con algunos de los directores más conocidos del cine japonés. A lo largo de su vida recibió numerosos galardones, entre ellos la Medalla de Honor con Cinta Púrpura en 1966 y el premio al mérito individual en la ceremonia inaugural de los Fumiko Yamaji Film Awards en 1977.

### Otros trabajos
Además de su carrera cinematográfica, Urabe amplió su repertorio apareciendo en dramas televisivos, primero en episodios de Hay gente aquí que se emitieron en 1957 y 1959. Posteriormente interpretó muchos papeles, cada vez más de abuelas, en otros programas, como Sharp Tuesday Theatre y Toshiba Sunday Theatre. En este último caso, apareció en un total de trece episodios entre 1958 y 1980, el último en el episodio 1228, titulado  Song of Thoughts  (想思樹の歌?). Después de 1980, Urabe encontró cada vez más trabajo como Grandma Idol. En noviembre de 1984 lanzó dos sencillos, titulados  I Became a Singer  (わたし歌手になりましたよ?) y  Octopus Song  (タコの唄?). En aquel momento era la cantante debutante de más edad de la historia.

### Vida privada
El 23 de octubre de 1928, Urabe se casó con Koichi Ueno, hijo de un hombre rico de Kioto. La pareja jugaba mucho, y el matrimonio acabó en divorcio en abril de 1930. Urabe nunca volvió a casarse. En su tiempo libre, disfrutaba con el mahjong y apostaba en carreras de bicicletas y barcos. El 25 de octubre de 1989, la estufa de su apartamento de Tokio prendió fuego a su ropa y sufrió quemaduras graves. Trasladada al Hospital de la Universidad médica de Tokio, en Nishi-Shinjuku, murió al día siguiente.

## Filmografía

### Cine
Urabe ha aparecido en más de 320 películas incluyendo:
| - 1924, Seisaku's wife (清作の妻?), Come. - 1924, {{Nihongo\| The Dusty World (塵境), Omatsu. - 1924, The Ax that Cuts of Love (恋を断つ斧?), Pearlko, Senami Chinami. - 1924, Queen of the Circus (曲馬団の女王?), Supein no hato. - 1925, A Women who Longs for the Law (法を慕ふ女?), Yuriko. - 1925, Special Mission Ship Kanto (噫特務艦関東?), Village daughter. - 1925, No Money, No Fight (無銭不戦?), Tsubame Musume. - 1925, Human Front and Back (人間 前後篇?), Yukie. - 1925, General Nogi and Mr. Kuma (乃木将軍と熊さん?), Kuma's wife, Yu - 1927, Dolls House (人形の家?), Miyako Hayashida. - 1930, Tojin Okichi (唐唐人お吉), Omatsu. - 1931, And They Go (しかも彼等は行く?), madre de Atsuko. - 1933, The Water Magician (瀧の白糸?), Ogin. - 1934, Messenger from the Moon (月よりの使者?), Jailer. - 1936, The Lieutenant's daughter (大尉の娘?), Yutaka. - 1937, Straits of Love (愛怨峡?), Midwife Murai Ume. - 1938, Ah, My Home (あゝ故郷?), segunda esposa de Shinkichi. - 1942, Kindness (新雪?), esposa de Kinbe. - 1943, Genghis Khan (成吉思汗?), Weruenke. - 1948, Women of the Night, Tía de alcahuete. - 1949, Hills of a Foreign Country (異国の丘?), Iku. - 1949, Ginza Kankan Musume (銀座カンカン娘), Odai. - 1950, Mrs Pearl (真珠夫人?) tía Karasawa y Otami. - 1950, A Mother's Love - 1950, Portrait of Madame Yuki (雪夫人絵図?) San. - 1951, Marriage March (結婚行進曲?), tía. - 1951, Ikiru (生きる?), esposa de Watanabe, Tatsu. - 1951, Repast (めし?), Shige Taniguchi. - 1952, Lightning (稲妻?), Osamu. - 1953, Where Chimneys Are Seen (煙突の見える場所?), Kayo Nojima. - 1953, Older Brother, Younger Sister (あにいもうと?), Riki. - 1953, {{Nihongo\| The Wild Geese (película de 1953) (雁, Gan), Otsune. | - 1954, Twenty-Four Eyes (二十四の瞳?), esposa del profesor. - 1954, Somewhere Beneath the Wide Sky (この広い空のどこかに?), Shige. - 1955, Hiba Arborvitae Story (あすなろ物語?), abuela de Minko. - 1955, She Was Like a Wild Chrysanthemum (野菊の如き君なりき?), abuela de Minko. - 1955, The Magistrate (次男坊判官?), Shige. - 1956, Street of Shame (赤線地帯?), Otane. - 1956, Typhoon Over Nagasaki (忘れえぬ慕情?), Fujita. - 1958, I Knew the Cat (猫は知っていた?), Chie Kuwata. - 1958, The Eternal Rainbow (この天の虹?), madre de Osamu. - 1960, Irohanihoheto (いろはにほへと), Mine Matsumoto. - 1962, Japanese Grandma: A Comedy (喜劇 にっぽんのお婆あちゃん?), Zamameba Asan Waka. - 1962, Being Two Isn't Easy (私は二歳?), Ino. - 1962, Crazy Movie: Irresponsible Japanese Guy (クレージー映画 ニッポン無責任野郎?), Ume Nakagome. - 1964, Yearning (乱れる), Bar madam at Ginzang hot-spring. - 1964, Jakoman and Tetsu (ジャコ萬と鉄), Taka. - 1966, Hit and Run (ひき逃げ?), Hisako Kanematsu. - 1967, Happiness to you, Sentimental boy (君に幸福を センチメンタル・ボーイ?), Kura Ninotani. - 1967, Scattered Clouds (乱れ雲?). Mishima Nui. - 1968, A Woman and Miso Soup (おんなとみそしる?), Old guest. - 1968, Sun on a Solitary Island (孤島の太陽?), Oume. - 1968, Crazy Movie: Mexican Free for All (クレージー映画 クレージーメキシコ大作戦?), Ume Suzuki. - 1973, Man of Ecstasy (恍惚の人?), abuela Kadoya. - 1973, Shinano River (しなの川?), Madre. - 1977, The Life of Chikuzan (竹山ひとり旅?), Daikoku of the Temple. - 1980, Before Spring (海潮音?), Ushima Zuyo. - 1985, Lonely Heart (さびしんぼう?), Fuki Inoue. - 1987, Hachiko Monogatari (ハチ公物語), Mrs Uchigi. |

### Televisión
Urabe ha aparecido en más de 100 episodios de televisión, incluyendo:
- NHK –  There Are People Here  (ここに人あり?)

- 1957, Episodes 26 & 27  House of Others  (他人の家?)
- 1959, Episode 77  Interrupting the Wall  (壁さえぎるとも?).

- KRT/TBS – Toshiba Sunday Theatre (東芝日曜劇場). 13 episodios incluyendo:[11]

- 1958, 91 Oki Letter  (置手紙?)
- 1964, 416  Father and Son  (父と子たち?)
- 1973 890  Spring Wife  (妻の春?)
- 1980 1228  Song of Thoughts  (想思樹の歌?).

- 1961, CX –  Sharp Tuesday Theatre  (シャープ火曜劇場?) "Like Nogiku"  (野菊の如く?).[11]
- 1966, TBS – Keisuke Kinoshita Hour (木下恵介アワー) "Memorial Tree" (記念樹).[11]
- 1971, NTV –  Anxious Wife  (気になる嫁さん?).[11]
- 1981–1982, TBS – When Hamanasu flowers bloom  (はまなすの花が咲いたら?).[11]
- 1988, NTV – Female Lawyer Ayuko Takabayashi: 4 Shinshu Iida Line Tenryukyo Gorge  (女弁護士・高林鮎子4 信州飯田線殺意の天竜峡?).[11]

## Escritura
Urabe fue autora de varios libros, entre ellos:
- Urabe, Kumeko Half-life of a movie actress (映画女優の半生 'Eiga joyū no hansei'?) Tokyo: Tokyo Engei Tsūshinsha, 1925 OCLC 672573354
- Urabe, Kumeko I am the actress Kumeko Urabe (浦辺粂子のあたしゃ女優ですよ 'Urabe kumeko no atasha joyū desuyo'?) Tokyo: Shikai Shobō, 1985 ISBN 978-4-91562-901-3
- Urabe, Kumeko Crazy about the Movie: The Autobiography of Actress Kumeko Urabe (映画道中無我夢中 : 浦辺粂子の女優一代記 'Eiga dōchū muga muchū : Urabe Kumeko no joyū ichidaiki'?) Tokyo: Kawade Shobō Shinsha, 1985 ISBN 978-4-30900-412-9
- Urabe, Kumeko; Sugai, Ichiro and Kawazu, Seizaburo Movie Troublemakers (映画わずらい 'Eiga wazurai'?) Tokyo: Rikugei Shobo, 1966 OCLC 673055020

### Citaciones
1. 1 2 3 4 5 6 7 8 9 10  Kinema Junpōsha, 1980.
2. 1 2  Richie, 2006.
3. 1 2 3 4 5 6 7 8 9 10 11 12  Matsūra, 1982.
4. ↑  Morris, 1967.
5. 1 2 3 4 5 6 7 8 9  Sato, 2006.
6. 1 2 3  Russell, 2008.
7. 1 2 3 4 5 6 7 8 9 10 11 12 13  Galbraith, 2008.
8. ↑  Yoshimoto, 2000.
9. 1 2 3  «"おばあちゃんアイドル"の浦辺粂子 浴衣に引火し火傷死» ["Grandma Idol" Kumeko Urabe Yukata ignites and burns to death]. nikkan—gendai-com. 20 de junio de 2018. Archivado desde el original el 10 de abril de 2021.
10. ↑  Shinbunsha, 1997.
11. 1 2 3 4 5 6 7 8 9  Tsūshinsha, 1994.
12. ↑  «News». Classic Movie News 28: 14. 1984.
13. 1 2 3  Kanshōkai y Eigasha, 2005.
14. 1 2 3 4 5 6 7 8  Inomata, 1975.
15. 1 2  Asoshiētsu, 2008.
16. ↑  Nobuyoshi, 1991.
17. ↑  Galbraith, 1996.
18. ↑  Miyagi, 1990.
19. 1 2  Buehrer, 1990.
20. 1 2 3 4 5 6 7  Ekusupuresu, 1998.
21. ↑  Cowie y Elley, 1977.